# ماش (سرده)
ماش، لوبیای چشم بلبلی (نام علمی: Vigna) نام یک سرده از تبار فازئولآ است.